# Melanodrymia
Melanodrymia is een geslacht van weekdieren uit de klasse van de Gastropoda (slakken).

## Soorten
- Melanodrymia aurantiaca Hickman, 1984
- Melanodrymia brightae Warén & Bouchet, 1993
- Melanodrymia galeronae Warén & Bouchet, 2001